# Vestingwerken van Sittard

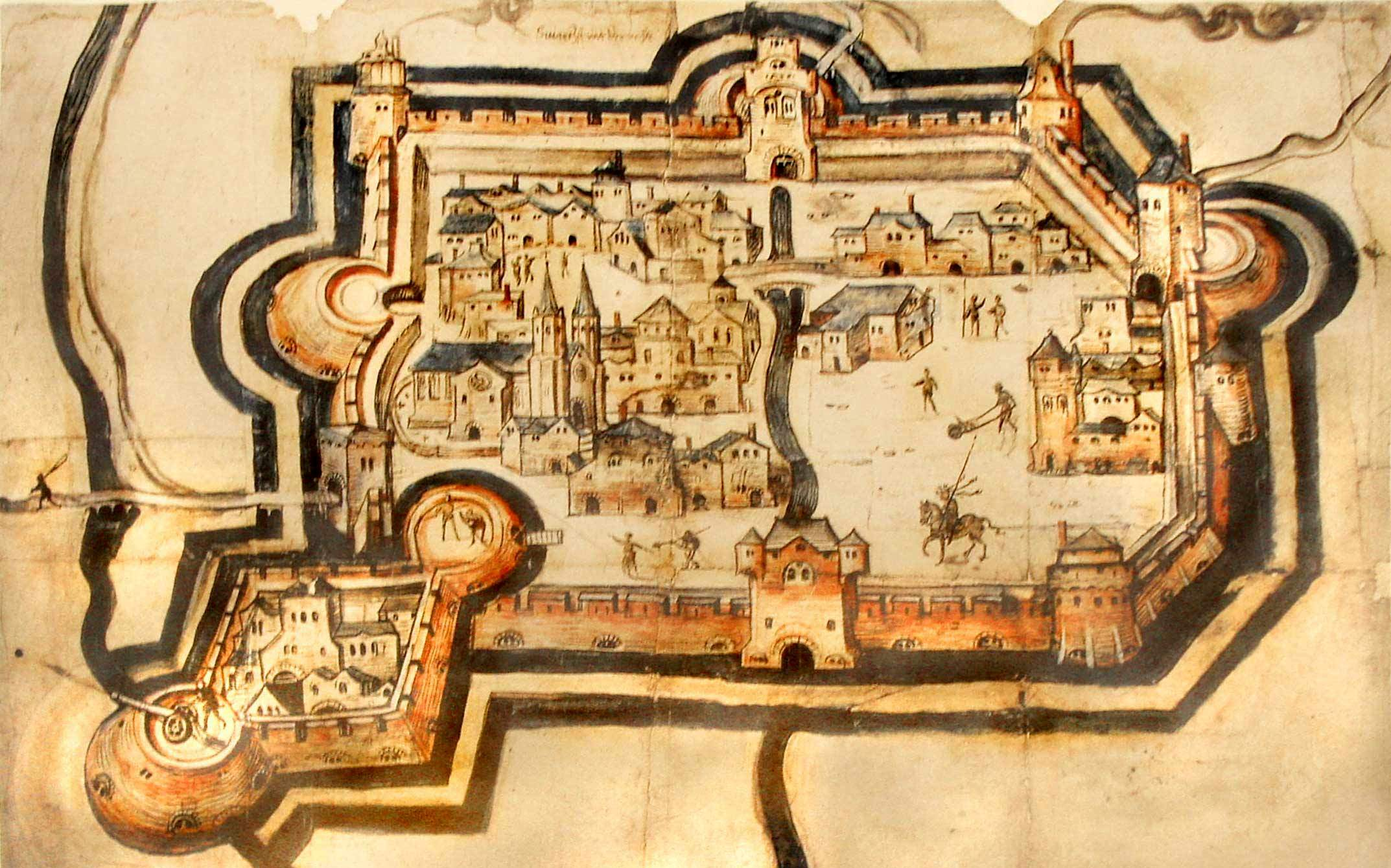
Kaart van de vestingstad Sittard uit 1538

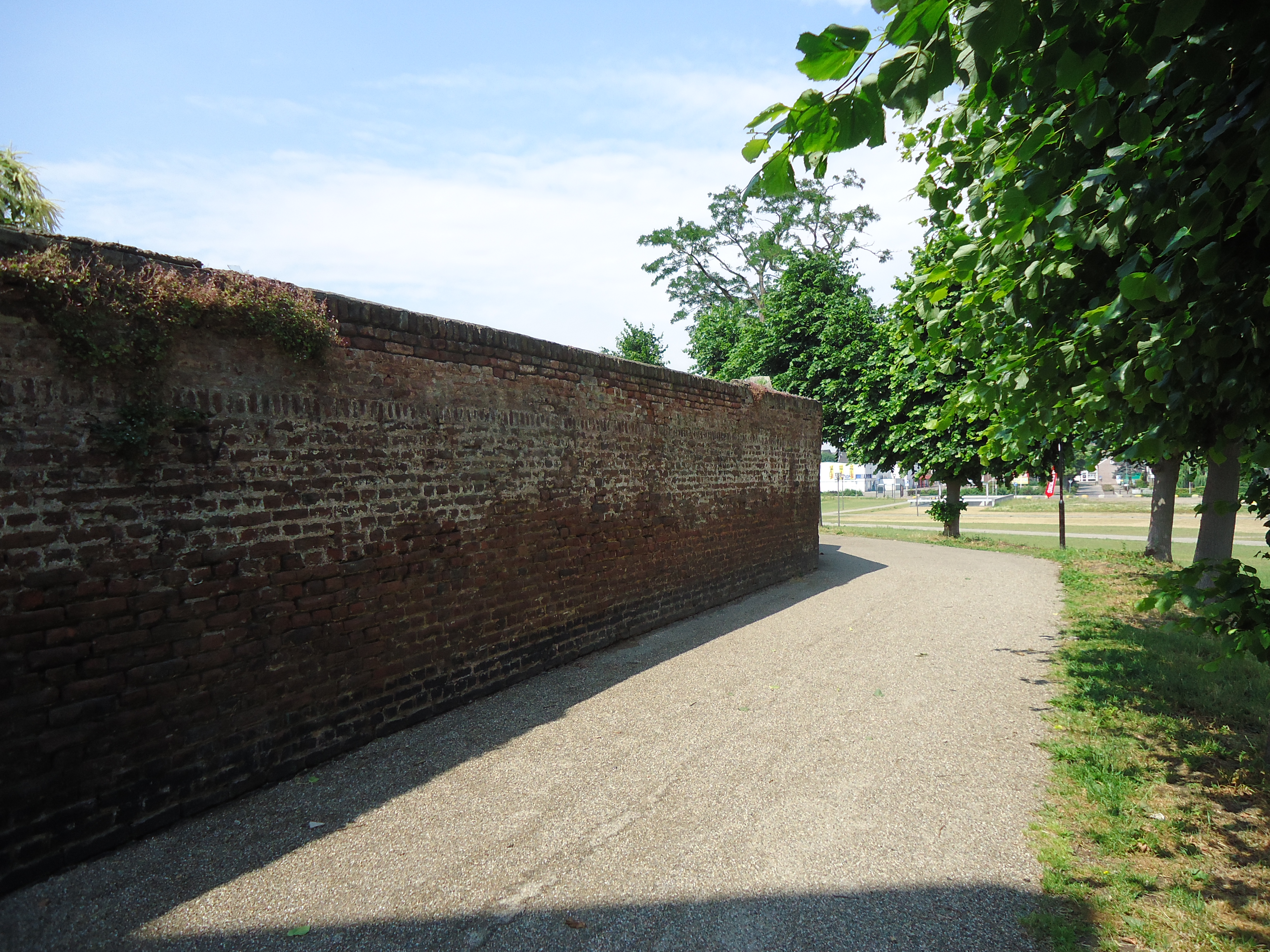
Blik vanaf de stadswal

De vestingwerken van Sittard zijn een reeks van verdedigingswerken van deze stad die minimaal vanaf de elfde eeuw tot de verwoesting van de vestingstad Sittard in 1677 dienst hebben gedaan. Van deze middeleeuwse vestingwerken zijn nog overblijfselen terug te vinden: delen van de stadswal, omliggende stadsgracht en schootsvelden, en de restanten van het bastion Fort Sanderbout.

## Geschiedenis
Reeds omstreeks het jaar 1100 was op de plaats van het huidige Huis op de Berg aan de Oude Markt een mottekasteel van de heer van Sittard gesitueerd, dat waarschijnlijk omgeven was door een slotgracht en lag er op de plaats van het huidige Kloosterplein een voorburcht, dat eveneens omgracht was. Iets ten zuidoosten hiervan, rond het huidige Kerkplein, was de nederzetting met de kerk gelegen, die later in de twaalfde eeuw opgenomen werd binnen de ringgracht en om het geheel werd een stadsmuur opgetrokken. Rond 1300 werd de stad fors uitgebreid en ontstonden de contouren van de huidige omwalling. De vesting was in de zestiende eeuw omgeven door een aarden wal met verschillende bolwerken en een dubbele gracht en daarbuiten lagen schootsvelden, die een vrij zicht rondom de stad boden. De grachten werden gevoed door de aangelegde Molenbeek. Er waren drie stadspoorten gesitueerd: de "Broekpoort" in het noorden, de "Putpoort" in het oosten en de "Limbrichterpoort" in het westen en voor de Molenbeek was er aan de zuidelijke zijde een waterpoort.
Ondanks het bestaan van de vestingwerken is Sittard meermaals bezet geweest en uiteindelijk in 1677, tijdens de Frans-Nederlandse Oorlog, werd de stad grotendeels verwoest. Hiermee kwam er een einde aan de vestingstad en verloren de vestingwerken hun functie.

## Overblijfselen
De stadswal is thans nog voor ongeveer driekwart behouden gebleven en eroverheen is een wandelpad aangelegd. Het zuidwestelijke gedeelte is in de twintigste eeuw afgegraven om plaats te maken voor een nieuwe winkelstraat, de Walstraat. De overgebleven gedeelten worden "Agnetenwal" (naar het Klooster Sint Agnetenberg), "Begijnenhofwal" (naar het voormalige begijnhof), "Dominicanenwal" (naar het Dominicanenklooster) en "Fort Sanderbout" genoemd. Het Fort Sanderbout was een bastion in het oostelijkste punt van de stadswal en hiervan zijn nog restanten aanwezig. De schootsvelden zijn nog grotendeels open ruimte gebleven en een deel van de bebouwing die er gerealiseerd is, is in de 21e eeuw weer gesloopt om zo het historische karakter van de stadsomwalling te handhaven. Ook de stadsgrachten zijn deels hersteld, en er stroomt weer water door.
De stadswal en Fort Sanderbout zijn gelegen in het beschermd stadsgezicht van Sittard en worden tevens beschermd als rijksmonument.

## Kaart
Alkmaar · Amsterdam · Borculo · Bredevoort · Coevorden · Enschede · Haarlem · Hattem · 's-Hertogenbosch · Huissen · Klundert · Lochem · Maastricht · Montfoort · Naarden · Ommen · Ootmarsum · Rhenen · Roermond · Rijssen 
· Sittard · Sneek · Steenbergen · Terborg · Valkenburg · Zaltbommel · Zwolle